# Laura (programa de televisión)
Laura (también llamado Laura en América, Laura sin censura y Laura en acción) fue un programa de televisión peruano del género talk show, animado por la abogada Laura Bozzo, transmitido y producido por América Televisión. La versión de este mismo programa producida en México tomó los nombres de Laura de todos, Laura de México o simplemente Laura.
Inicialmente se llamaba Laura en América, debido a que se transmitía por América Televisión en la época de la administración de los Crousillat en 1998. Antes había hecho un programa similar en Panamericana Televisión llamado Intimidades (1997), producido también por Alberto Rojas Romero. Este programa se caracterizaba por mostrar diversas problemáticas sociales.

## Producción
Laura en América fue un programa con mayor audiencia en Perú a fines de la década de 1990 y uno de los talk show más sintonizados en diversos países de América Latina. Su formato se centró en resolver disputas familiares, mayoritariamente de mujeres de sectores emergentes, y otros problemas sociales como el adulterio, alcoholismo y drogadicción. Su frase más distintiva fue ¡Que pase el desgraciado! al momento de invitar al denunciante.
Se dejó de emitir en el año 2001, tiempo después de la crisis del gobierno de Alberto Fujimori, en el que Bozzo se vería involucrada. En los siguientes años, Laura Bozzo siguió grabando en el Perú diversos programas con el mismo formato que venía utilizando, pero solo eran transmitidos en el extranjero por la cadena internacional Telemundo o en televisión por cable. De 2001 a 2006, el programa era filmado en Perú, en los estudios de Canal Monitor, única y exclusivamente para Telemundo. ATV se encargó de la producción local para la emisión internacional.
Laura planeó regresar a la televisión peruana través de Panamericana Televisión en el año 2007, sin embargo el proyecto fue cancelado debido a las rencillas entre ella y Genaro Delgado Parker por el impago a los empleados de Bozzo, cuando grababa el programa Intimidades. Luego, regresó por una corta temporada en la estación ATV, con un programa del mismo estilo llamado Laura en acción que al tiempo fue retirado por varias denuncias en la televisión peruana y luego en el extranjero ya que los televidentes se enteraron de que les pagaban a actores para que participaran en el programa siguiendo sus papeles indicados; motivo por el cual Laura se fue de Perú, estuvo una corta temporada en Chile y en 2009 inició nuevos programas ya en México, en donde reside hoy en día.

### Críticas y controversias
La emisión de este programa no ha estado exento de polémicas, destacando como la principal de ellas que el programa ha afectado la imagen del pueblo peruano hacia el resto de Latinoamérica. Aunque El Nuevo Herald calificó de una versión «con poco más de sabor» de El show de Cristina, según el diario El Comercio de Lima se le ha acusado de crear un estereotipo negativo de los peruanos en el extranjero, clasificando al país como de «gente sin dientes, que habla un castellano pésimo, solo se divierte en polladas, y resuelve sus conflictos privados mediante el llanto, el grito y los golpes», y creando con todo ello un rechazo generalizado por sus conacionales. Como se menciona, la violencia que los entrevistados utilizan es un factor a contar, ya que se puede ver a los implicados en riñas y golpes dentro del mismo estudio; la producción del programa fue acusada de inducir a falacias y tensiones entre los participantes, así como de promover expresiones de groserías e insultos, Laura Bozzo fue también acusada de promover tal ambiente entre la audiencia para que «también participase», gritándole a los entrevistados e incluso instándoles a golpearse entre sí cuando son retirados del estudio. 
Otra de las más acérrimas críticas consiste en haberse cuestionado profundamente la veracidad de los testimonios que se presentan debido a sus muchas veces inverosímiles características, que difícilmente se presentaban en la televisión peruana de la década de 1990 sin recurrir al anonimato de los protagonistas, especialmente al mostrarse «casos reales» de adulterio o violencia familiar. Un rumor que recorrió Perú a mediados de esa misma década y que fuera confirmado mediante investigaciones periodísticas años después, era que la mayoría de los invitados del programa eran individuos de las zonas más pobres de la ciudad de Lima, que eran pagadas para contar en pantalla historias inventadas por la propia producción. Un primer reportaje de la periodista Elsa Úrsula, denunciando el hecho, data del año 1999. Bozzo siempre negó estas acusaciones y no se realizaron investigaciones periodísticas más profundas. Sin embargo, el 1 de abril de 2008 Bozzo concedió una entrevista al programa radial conducido por César Hildebrandt en la que admitió que al menos mil panelistas que participaron en Laura en América habían mentido. Agregó que al momento de conducir su programa no tenía conocimiento de ello y que, al tratarse de un show de televisión, podía darse algunas licencias de ficción.
Entre los más criticados y, a menudo, recordados por sus detractores por llevar una caricaturizada estructura del programa fue el episodio «Hago todo por dinero» (1999). En él se observó cómo personas de bajos recursos fueron sometidos a humillaciones y vejaciones a cambio de dinero; se recuerda de ese programa a tres personas comiendo rocotos enteros, una muchacha que se desnudaba y a la que Bozzo hacía correr por todo el set en ropa interior, una mujer que debía besar a un hombre desconocido e inclusive una mujer que debía lamer las axilas y los pies de otro sujeto, todo ello a cambio de una mediana suma de dinero. Aunque el presidente del canal América Televisión, el empresario José Enrique Crousillat, reconoció el exceso, su hijo y vicepresidente ejecutivo del canal, José Francisco Crousillat, lo minimizó por ser una «critica parcializada» que se «exagera muchísimo». Alberto Rojas Romero, quien abandonó el rol de productor de Bozzo en 2005, ha declarado que ese fue el único episodio programa que se arrepiente de haber producido.
También se ligó al programa con una manipulación gubernamental hacia la población para favorecer la imagen del régimen de Alberto Fujimori que el año 2000 postulaba a la reelección. accediendo a pedidos expresos del asesor principal de Fujimori, el exmilitar Vladimiro Montesinos para utilizar el show televisivo en favor de la campaña pro reelección Se llegó a acusar a Bozzo de aprovechar el terremoto del sur del país en 2007 para promocionar la imagen de Fujimori. Mucho antes, en los últimos días de la campaña electoral del año 2000, Bozzo presentó en su programa a una mujer hasta entonces desconocida llamada Lucrecia Orozco, quien aseguró haber tenido una hija llamada Zaraí con Alejandro Toledo, entonces candidato a la presidencia del Perú y único rival electoral de Alberto Fujimori, lo cual sirvió a Bozzo para tachar la «idoneidad y moralidad» del candidato opositor. Por este suceso, Bozzo fue objeto de críticas al haber intervenido en la contienda electoral apoyando en su show al candidato oficialista.

### Sanción por la CNTV
En 2001 el Consejo Nacional de Televisión de Chile declaró la prohibición del programa en la televisión chilena, al interponer una multa a Chilevisión por emitir episodios por seis días. En 2006 CNTV multó nuevamente al siguiente canal Red TV por un equivalente mayor al millón de dólares al emitirse cuatro días al aire.

## Laura en acción
En el año del 2008, la cadena Telemundo lanzó el nuevo programa Laura en acción, bajo la producción de Frances Crousillat y que en Perú fue transmitido por la cadena ATV. A diferencia de Laura en América fue cancelado tras emitirse unas semanas.
Laura en acción recibió denuncias de la ANDA y la Aspec, con pruebas que demostraban que algunos panelistas participaban en falsos «casos de la vida real». Marco Sifuentes presentó pruebas de que una panelista estaba haciendo ensayos que simulaban una labor de «ayuda social».
Al descubrirse el escándalo, una de las panelistas denunció a la producción ante la Fiscalía por aparentemente mentir en un caso de agresión familiar, mientras que otras declararon a los reporteros de Panamericana Televisión que la producción les había dado dinero a cambio de presentar historias falsas como si fueran verdaderas.
El programa fue grabado en los estudios de Perú. Telemundo tenía planificado lanzar una edición para mercado de Estados Unidos pero fue descartado. Tras su cancelación, Laura Bozzo se trasladó de Perú a México.

## Laura de todos

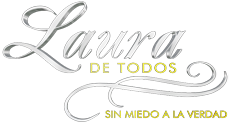
Logo de Laura de todos.

Una vez en México, en el 2009 la cadena de televisión TV Azteca le dio una oportunidad de tener un nuevo programa, Laura de Todos: Sin Miedo a la Verdad, transmitido a través de Azteca América, y en el año del 2010 estrenó su segunda temporada a través de Azteca Trece. Se tocaban temas como Niños extraviados, No te casarás con esa persona, A la persona que más amo, le hago brujería, Las muertas de Juárez, violencia intrafamiliar, drogadicción, etc. También, Laura de Todos marcó el fin de las escenas de golpes y peleas entre «panelistas» en el plató; el protagonismo ahora lo tenían las enérgicas y neuróticas reacciones de la conductora contra los panelistas o los trabajadores.
En 2010, Global Televisión consiguió los derechos de Laura de todos para la emisión de contenido inédito para Perú. Su resultado fue bajo, con 1 punto de audiencia.
Tras la salida de Laura Bozzo de TV Azteca, la televisora nacional mexicana Televisa le ofreció la conducción del programa. Laura de todos se anunciaba como un talk show controvertido y «comprometido con la gente». Fue la primera edición producida en México del formato de Laura en América. El programa marcó el regreso a la televisión de la polémica conductora peruana Laura Bozzo después de haber sido cancelado Laura en acción y que ella fuera despedida de Telemundo. Laura de Todos comenzó como un programa que trataba los problemas de la comunidad latina y estaba dirigido al público hispano de los Estados Unidos, ya que se transmitía por Azteca América.
Una nueva versión de Laura (que originalmente se llamó Laura de México) volvió bajo la conducción de Bozzo para la empresa mexicana Televisa, emite en Televisa desde el 24 de enero de 2011, tras su salida de TV Azteca (donde conducía otra edición de su programa), también emite bajo licencia de UniMÁS. Este show es la versión más reciente del formato Laura en América. 
Bajo el nombre de Laura de México, comenzó sus transmisiones el 24 de enero de 2011 por el Canal de las Estrellas, logrando 18.3 puntos de índice de audiencia a las 4:00 PM, y al mismo tiempo inicia transmisiones en TV Azteca el programa Ella es Niurka, conducido por Niurka Marcos en el mismo horario por Azteca Trece, aunque no tuvo éxito.
Desde marzo de 2011 se encontró en el horario de las 5:00 PM, pero el 4 de julio de 2011 cambia nuevamente de horario siendo trasladada a las 3:00 PM dejando el horario de las 5:00 PM a La rosa de Guadalupe. Sin embargo, cuando la emisión se transmitió en vivo el carácter de la conductora comenzó a explotar constantemente, insultando a sus panelistas, humillando a su producción, no respetando los límites de tiempo y alguna vez regañando al mismo público. Ese mismo año el programa salió del aire de inmediato, siendo reemplazado por Cosas de la vida, conducido por Rocío Sánchez Azuara. A la vez, la cadena Televisa firmó con Laura para transmitir su programa en el mismo horario que en TV Azteca, transmitiendo su programa por el Canal de las Estrellas. Su programa continuó transmisiones en dicho canal hasta su cancelación definitiva en 2015.
El programa fue muy criticado por darle cabida a casos de personajes públicos como el de Celia Lora, hija de Álex Lora, vocalista de El Tri. La chica atropelló a un hombre dejando huérfanos a tres niños, por lo que Laura tomó el caso en su programa para obtener una indemnización para la familia del difunto, además de obtener la entrevista exclusiva de Celia Lora al salir de la cárcel. Además, los críticos de TV no estaban de acuerdo con el regreso de este tipo de programas a la pantalla, con los temas que tocaban ni la manera en que lo hacían.
Ella siempre en su programa hace que el público la apoye cuando dice cosas positivas de algún pueblo, diciendo que es lo que haría en lugar de las personas o poniéndose como ejemplo positivo.
En septiembre del mismo año, Laura Bozzo abandonó el programa bajo el pretexto de un conflicto con la producción: según ella, sus investigadores habían traído a menores de edad sin autorización de los padres, por lo que ella no quiso hacer el programa así, exigió hablar con algún ejecutivo del canal y, al no ser complacida, abandonó el programa sin más. Este incidente fue motivo de investigación. De inmediato fue contratada por Televisa para poner al aire la nueva versión de su talk show: Laura de México.

### Problema con Carmen Aristegui
El 22 de septiembre de 2013, dos reporteros del semanario Proceso, publicaron una nota denunciando el uso de un helicóptero propiedad del Gobierno del Estado de México, en la grabación de escenas para un programa de televisión en la comunidad de Coyuca de Benítez, Guerrero, una zona afectada por el huracán Manuel. Estas escenas se transmitieron en un programa mostrando a Laura Bozzo ayudando a los damnificados. La periodista Carmen Aristegui retomó esta nota en su programa de radio, entrevistando a los reporteros de Proceso, causando controversia en los medios de comunicación y las redes sociales, principalmente por el uso indebido del helicóptero propiedad del gobierno.
Por su parte, el Alcalde de Coyuca, Ramiro Ávila Morales, declaró que Laura Bozzo jamás entregó víveres o apoyos de ningún tipo y que por el contrario, se rehusó a transportar ayuda en el helicóptero del Gobierno del Estado de México a las comunidades aisladas. En consecuencia Laura Bozzo, en su programa que se transmite por el Canal de las Estrellas, respondió a Aristegui sobre sus acusaciones, retándola a asistir juntas a la comunidad, para saber el sentir de la gente; hecho a lo cual Aristegui se negó; por lo que Bozzo señaló que pedía el derecho de réplica en su programa de radio; pero la respuesta fue que debía hacer una solicitud por escrito y estar firmada a nombre de televisa. Durante esas acusaciones en contra de Laura, mucha gente pedía quizás la renuncia de Laura Bozzo de Televisa, de hecho, se difundieron videos en YouTube de gente que rechazaban lo que hizo Laura en Coyuca, al igual de que pedían a Laura a que se fuera de México. El 31 de diciembre de 2015 saldrá del programa que transmitía ella misma. El caso de Bozzo es que quiere una pausa para reformar su programa.

### Censura en Ecuador
En agosto del 2009 su programa Laura de Todos, promovido en el canal público TC Televisión de Ecuador, fue cancelado abruptamente tras las fuertes declaraciones del presidente Rafael Correa, quien en su habitual informe sabatino emplazó al director de esa empresa, Carlos Cuello, a que no presente el programa: «No podemos ser tan inconsecuentes. Entonces, ahorita mismo me quitas esa porquería del aire». Según señaló, los directivos de TC Televisión le habían explicado que la contratación del programa de Bozzo intentaba subir el rating (la audiencia del canal), justificación que Correa no aceptó: «El argumento que me dieron es que (ese tipo de programas) suben el rating. Por el amor de Dios, a un drogadicto no le voy a dar drogas porque le gusta». (...) «Bajemos el rating y mejor eduquemos a nuestra gente. No podemos caer en la práctica de esta prensa inmoral y corrupta, que lo que hacen es un negocio de la comunicación», reprochó Correa.
Por su parte, Laura Bozzo anunció que demandaría al presidente ecuatoriano por difamación y defendió su programa: «Tendrá que probar todo lo que afirma», «Para mí es un orgullo que un presidente autoritario, dictatorial y del grupo de Hugo Chávez, que está acostumbrado a atentar contra la libertad de expresión (como) cerrar canales y censurar programas, diga eso» (...) «Las críticas de Correa las meto por el water y jalo».